# Obwód Płowdiw
Obwód Płowdiw (bułg. Област Пловдив) – jedna z 28 jednostek administracyjnych Bułgarii, położona w środkowej części kraju.

## Skład etniczny
W obwodzie żyje 715 816	ludzi, z tego 621 338 Bułgarów (86,80%), 52 499 Turków (7,33%), 30 196 Romów (4,21%), oraz 11 783 osób innej narodowości (1,64%). (http://www.nsi.bg/Census_e/Census_e.htm)